# شون بيرس
شون بيرس (بالإنجليزية: Shaun Pearce)‏ هو راكب الكنو بريطاني، ولد في 13 ديسمبر 1969 في ريدنغ في المملكة المتحدة.

## وصلات خارجية
- شون بيرس على موقع أوليمبيديا (الإنجليزية)
- شون بيرس على موقع اللجنة الأولمبية البريطانية (الإنجليزية)